# Altamura
Altamura là một đô thị và cộng đồng (comune) ở tỉnh Bari trong vùng Puglia miền nam nước Ý.
Đô thị Altamura có diện tích 427 ki lô mét vuông, dân số thời điểm năm 30/5/2010 là 70.023 người.
Đô thị này có các đơn vị dân cư (frazioni) sau:
Các đô thị giáp ranh: 